# Штурмовці
Штурмовці (словен. Šturmovci) — поселення в общині Видем, Подравський регіон‎, Словенія.